# Sebastes capensis
Sebastes capensis és una espècie de peix pertanyent a la família dels sebàstids i a l'ordre dels escorpeniformes.

## Descripció
Fa 37 cm de llargària màxima (encara que la seua mida més normal és de 30) i és de color vermellós a marronós amb 5-6 taques pàl·lides a l'extrem superior del dors. 13-14 espines i 13-14 radis tous a l'única aleta dorsal. 3 espines i 6 radis tous a l'aleta anal. Línia lateral contínua. Absència d'aleta adiposa. Aletes pectorals amb 3 espines i 18-19 radis tous.

## Reproducció
És de fecundació interna i vivípar.

## Alimentació i depredadors
A Sud-amèrica menja principalment Mysidacea (75,06% de la seua dieta), Osteichthyes (6,29%) i Rhynchocinetes (6,03%), i el seu nivell tròfic és de 3,19. Als fiords i canals del sud de Xile, les larves joves d'aquesta espècie ocupen les àrees on els ous de copèpodes són abundants, mentre que les larves més grosses es desplacen vers altres zones de la plataforma continental on la salinitat és més alta i els copèpodes grossos més abundants. A Xile és depredat per Pinguipes chilensis.

## Hàbitat i distribució geogràfica
És un peix marí, demersal (entre 20 i 275 m de fondària) i de clima subtropical (28°S-45°S, 15°W-25°E), el qual viu a l'Atlàntic sud-oriental: Sud-àfrica, Tristan da Cunha i l'illa Gough. És probable la seua presència també al sud i l'oest de Sud-amèrica (Argentina i Xile).

## Observacions
És inofensiu per als humans i el seu índex de vulnerabilitat és de moderat a alt (53 de 100).